# بل (حرف)
بل (بَلْ) هِيَ أَداةُ عَطْفٍ تَدْخُلُ على الْمُفْرَدِ، وَعَلَى الجُمْلَةِ. فَإِذَا دَخَلَتْ عَلَى الْمُفْرَدِ وَكَانَ قَبْلَهَا نَفْيٌ أَوْ نَهْيٌ كَانَتْ بِمَعْنَى لَكِنْ، فَإْنَّها تُقَرِّرُ ما قَبْلَها وَتُثْبِتُ ضِدَّهُ لِمَا بَعْدَها؛ مِثَال: «ما كانَ خالِدٌ حاَضِرًا بَلْ غاِئبًا». وإذَا تَقَدَّمَها أَمْرٌ أَوْ إِثْباتٌ، فَإِنَّها تَجْعَلُ ما قَبْلَها كالْمَسْكوتِ عَنْهُ وَتُثْبِتُ حُكْمَهُ لِمَا بَعْدَها: «أَنْشَدَ الشَّاعِرُ شِعْرًا بَلْ نَثْرًا».ً وتَدْخُلُ بَلْ على الجُمْلَةِ فَتُفيدُ الإِضْرابَ. مِثَال: «لَمْ يَسْتَفدْ شَيْئًا مِنْ دُروسِهِ بَلْ تَأَخَّرَ تَأَخُّرًا كَبيرًا» وَهِيَ هُنَا فِي هَذَا المِثَالِ تُفيدُ إِبْطالَ الْمَعْنَى الَّذِي قَبْلَها والرَّدَّ عَلَيْهِ بِما بَعْدَها. تُفيدُ بَلْ الإِضْرابَ الانْتِقالِيَّ، أَي الانْتِقالُ من غَرَضٍ إلى آخَرَ: سورة الأعلى آية 14 (قَدْ أَفْلَحَ مَنْ تَزَكَّى، وَذَكَرَ اسْمَ رَبِّهِ فَصَلَّى، بَلْ تُوثِرُونَ الْحَيَاةَ الدُّنْيَا)